# Уокер, Дес
Десмонд Синклер «Дес» Уокер (англ. Desmond Sinclair "Des" Walker; р. 26 ноября 1965, Лондон) — английский футболист, центральный защитник. Провёл двадцать лет в профессиональном футболе, выступая за клубы «Ноттингем Форест», «Сампдория» и «Шеффилд Уэнсдей». Также был игроком национальной сборной Англии, за которую сыграл 59 матчей. Вместе со сборной был участником чемпионата мира 1990 года и чемпионата Европы 1992 года. Уокер четыре раза включался в Команду года по версии ПФА, трижды его признавали лучшим игроком года в «Ноттингем Форест» и один раз — в «Шеффилд Уэнсдей».

## Биография

### Ранние годы
Родители Уокера родом из Британской Вест-Индии. Сам он родился и вырос в Лондоне. В 10 лет Уокер попал в футбольную школу клуба «Тоттенхэм Хотспур», но в этом клубе развития его карьера не получила. В возрасте 16 лет Дес был близок к подписанию контракта с «Астон Виллой» и «Бирмингем Сити», но в обоих случаях отказался играть под началом тренера Рона Сондерса, который, по словам Уокера, испытывал неприязнь к лондонцам. Тогда Дес связал своё будущее с «Ноттингем Форест».

### Ноттингем Форест
В марте 1984 года тренер ноттингемского клуба Брайан Клаф доверил молодому защитнику место в составе. В матче с «Эвертоном» состоялся дебют Уокера в профессиональном футболе. В сезоне 1986/1987 Дес окончательно закрепился в основном составе «Ноттингем Форест», быстро стал одним из ведущих игроков команды и по итогам сезона впервые был удостоен клубной награды лучшему игроку сезона. В дальнейшем он ещё дважды, в 1990 и 1992 годах, получал эту награду. Кроме того, за время выступлений в составе «Форест» Уокер четыре раза включался в Команду года по версии ПФА. У болельщиков «Форест» была популярна кричалка «You’ll never beat Des Walker» («Вам никогда не пройти Деса Уокера»).
В чемпионате Англии за то время, что Уокер играл в команде, «Ноттингем Форест» трижды занимал третье место. В 1988 году команда выиграла Столетний турнир Футбольной лиги, два года подряд, в 1989 и 1990, выигрывала Кубок Футбольной лиги, дважды, в 1989 и 1992 годах, становилась обладателем Кубка полноправных членов. В 1991 году «Ноттингем Форест» играл в финале Кубка Англии с «Тоттенхэм Хотспур». В дополнительное время Уокер после прострела Пола Стюарта срезал мяч в свои ворота, благодаря чему «Тоттенхэм» одержал победу. В Ноттингеме игрока в этом поражении не винили, более того, более пяти тысяч болельщиков написали Десу письма поддержки.

### «Сампдория»
Летом 1992 года Уокера за 1,5 млн фунтов приобрела итальянская «Сампдория». Англичанин сразу же стал основным игроком команды и поначалу демонстрировал высокий класс. Однако после ничьей 3:3 в матче с «Лацио», в которой Уокер дважды позволил нападающему римлян Джузеппе Синьори забить, его положение в команде изменилось. Тренер Сампдории Свен-Ёран Эрикссон перевёл Деса на правый фланг обороны, где Уокер, на протяжении всей карьеры игравший в центре, чувствовал себя крайне неуютно. Он принял участие в 30 из 34 матчей «Сампдории» в Серии А, где его команда заняла седьмое место.

### «Шеффилд Уэнсдей»
Отыграв год в Италии, летом 1994 года Уокер вернулся в Англию. За его переход клуб «Шеффилд Уэнсдей» заплатил «Сампдории» 2,7 млн фунтов. После первого же сезона в новой команде Дес был признан болельщиками «Уэнсдей» лучшим игроком года. За «Шеффилд» Уокер выступал восемь сезонов, за это время в команде сменилось восемь тренеров. В 2000 году «Уэнсдей» вылетел из Премьер-лиги, после чего Уокер ещё сезон отыграл за команду в Первой лиге, а в 2001 году покинул «Шеффилд», после того как клуб не стал продлевать с ним контракт по финансовым причинам. В общей сложности за «Шеффилд Уэнсдей» Уокер сыграл более 350 матчей.

### Возвращение в «Ноттингем Форест»
После ухода из «Уэнсдей» Уокер ещё год не мог найти себе новую команду. В октябре 2001 года он тренировался вместе с игроками клуба «Бертон Альбион», играющим тренером которого был товарищ Уокера по «Форест» Найджел Клаф. Продолжать карьеру Дес планировал в США, даже сыграл несколько товарищеских матчей в составе «Нью-Йорк Метростарз». Однако в итоге он остался в Англии и в июле 2002 года вернулся в «Ноттингем Форест», приняв предложение ещё одного бывшего одноклубника, Пола Харта, который в то время тренировал команду. За «Форест» Уокер отыграл ещё два полноценных сезона в Первой лиге, после чего завершил игровую карьеру и перешёл на тренерскую работу. 7 августа 2004 года в матче против «Уигана» 38-летний Уокер в последний раз вышел на поле в качестве профессионального игрока.

### Выступления за сборную
В сборную Англии Уокер попал при тренере Бобби Робсоне. Его дебют состоялся в товарищеском матче со сборной Дании 14 декабря 1988 года, в котором Дес вышел на замену вместо Тони Адамса. Вскоре он стал в сборной незаменимым игроком и в следующие пять лет пропустил лишь два официальных матча английской национальной команды. Уокер принимал участие во всех семи матчах чемпионата мира 1990 года, на котором Англия дошла до полуфинала, где уступила в серии пенальти сборной ФРГ.
Уокер продолжал быть столпом обороны сборной Англии и при сменившем Робсона после чемпионата мира Грэме Тейлоре. На провальном для английской команды чемпионате Европы 1992 года Дес отыграл все три матча. В 1993 году Уокер стал много ошибаться в играх за национальную сборную. В апрельском матче со сборной Нидерландов он, славясь своей скоростью, не сумел обогнать Марка Овермарса в борьбе за мяч и остановил соперника, схватив его за футболку. Эта ошибка защитника привела к забитому голландцами пенальти и осложнила англичанам борьбу за выход на чемпионат мира 1994 года. Схожим образом Уокер ошибался и в двух следующих матчах отборочного цикла — против сборных Польши и Норвегии. В последний раз в составе национальной сборной Англии Дес сыграл 17 ноября 1993 года в матче с командой Сан-Марино. Хотя этот матч англичане выиграли со счётом 7:1, на чемпионат мира они не попали.
После увольнения Грэма Тэйлера из сборной Англии ни один из последующих наставников команды не приглашал в неё Уокера, которому тогда было только 27 лет и он продолжал выступать на клубном уровне. Всего за национальную сборную Англии Дес Уокер сыграл 59 матчей.

### После завершения игровой карьеры
В 2004 году, завершив игровую карьеру, Уокер недолго поработал в тренерском штабе Джо Киннира, возглавлявшего «Ноттингем Форест». После этого он на десять с лишним лет ушёл из футбола, занимался гольфом и работал водителем грузовика.
В феврале 2016 года Уокер стал работать в молодёжной академии «Дерби Каунти», директором которой является его бывший партнёр по «Форест» Даррен Уошол. Уокер был назначен тренером по игре в защите.

## Личная жизнь
Оба сына Деса Уокера стали футболистами. Старший Тайлер родился 7 октября 1996 года, в настоящее время он играет на позиции нападающего за «Ноттингем Форест». Младший сын Льюис родился 1 января 1999 года, сейчас он занимается в молодёжной академии «Дерби Каунти».